# Villa San Fermo
La villa San Fermo (o villa Giovanelli) si trova nel comune di Lonigo (provincia di Vicenza), su un colle a circa 500 metri dal centro cittadino. Superata una breve salita, si trova l'ingresso della villa, ora Istituto dei padri Pavoniani. Attualmente il complesso comprende vari edifici: l'Ingresso dei Fiumi, la Cavallerizza, il teatro, la chiesa con il suo chiostro e la villa.

## Storia
L'origine risale al X secolo, epoca in cui una comunità di monaci di San Benedetto di Polirone (Mantova) si insediò in questo luogo, edificandovi un'abbazia e la chiesa di San Fermo e Rustico.
L'abbazia passò poi sotto la giurisdizione dei monaci di San Giorgio in Alga. Il monastero venne soppresso nel 1668 da Clemente IX e nel 1670 venne acquistato da Nicolò Venier, procuratore di San Marco.	
In seguito l'abbazia passò ai Contarini per eredità e nel 1834 venne acquistata dai Giovanelli. Nel 1838 Andrea Giovanelli, dopo aver ricevuto il titolo di principe dall'imperatore d'Austria, fissò la sua dimora di campagna a Lonigo, nel cuore delle sue grandi proprietà terriere. I principi Giovanelli trasformarono, con lunghi lavori di abbellimento, il convento in una villa-palazzo in grado di simboleggiare la loro potenza economica.
Ai Giovanelli subentrò nel 1933 l'Ordine dei Gesuiti, ciò per donazione da parte di Ambrogio Viganò, industriale brianzolo, in occasione della consacrazione all'Ordine del figlio Mario e infine, nel 1968, l'Ordine dei Pavoniani, che ne sono gli attuali proprietari.

## L'Ingresso dei Fiumi
L'entrata d'onore della villa è il monumentale Ingresso dei Fiumi, progettato dallo scenografo di teatro Francesco Bagnara.
L'opera si compone di due padiglioni, casette a due piani che fungevano da dimora per i portinai, giardinieri ed altri servitori. L'architettura è eclettica con inserimenti di qualche motivo che diverrà consueto nell'architettura liberty.
Bagnara riuscì a creare un'impressione di grande ampiezza in uno spazio piuttosto angusto e delimitato dalla strada e dal colle incombente. L'effetto è dato da due semicerchi che congiungono i padiglioni: sul davanti l'alta cancellata in ferro battuto e sullo sfondo le possenti arcate in muratura.
L'opera prende il suo nome dalle statue poste sopra gli archi, che rappresentano in modo allegorico i principali fiumi italiani. Al centro si trova la statua dell'Italia, assisa sul trono con la corona turrita e lo scettro in mano. Su questa statua compare lo stemma dei Giovanelli con la data 1868, che indica l'anno in cui è stata completata l'opera. Non si conosce il nome dell'autore delle statue.
La scena ricreata da Bagnara è la cavea di un teatro dove sul declivio della collinetta, al posto delle gradinate, c'è la scritta in siepe di bosso San Fermo. Lo sfondo è reso scenografico da un complesso gioco di grotte romantiche.

## La Cavallerizza
La Cavallerizza, o maneggio coperto, è stata trasformata in una palestra. Si tratta di un edificio semplice e funzionale, ma comunque in tono con lo stile della villa. L'involucro esterno, con i suoi archetti ciechi e la fila di finestroni, a cornici dentate, è rimasto intatto. Una nuova ala unisce la Cavallerizza e adiacenze allo stabile del teatro.

## Il teatro
Era tradizione che le ville di campagna del Settecento avessero un loro teatro, che però spesso si traduceva in una grande stanza dove venivano costruiti solo un palco e, eventualmente, una loggia. I Giovanelli invece vollero avere un vero e proprio teatro, dotato del palcoscenico, della fossa per l'orchestra e della loggia per gli spettatori. L'elegante decorazione pittorica, completamente perduta, era stata eseguita da Luigi Scrosati. Sotto il teatro vi era un ripostiglio per le carrozze.
Il teatro, intitolato a Carlo Goldoni, ha subito nel tempo molte trasformazioni: i Gesuiti lo adibirono ad officina meccanica, venne poi restaurato e alterato, così sparirono logge, pitture e tutta la suppellettile lignea. L'esterno è invece restaurato e intatto, la facciata che si vede dal cortile è scandita da lesene.
Il pavimento murario esterno permette ancora di intravedere qualche traccia gotica dell'antica abbazia di San Fermo.

## La chiesa
La chiesa ha origini antichissime, probabilmente attorno all'anno Mille. Andrea Giovanelli, dopo aver acquistato la proprietà, volle compiere un restauro della chiesa, che in sostanza si tradusse in una completa ricostruzione. A rimanere immutata fu solo l'area consacrata, scomparvero le cappellette e il coro pensile, caratteristico delle chiese dei Canonici di San Giorgio in Alga.
L'opera di rinnovo fu affidata all'architetto leoniceno Antonio Zanella, che volle dare alla chiesa un carattere di edificio tardo-quattrocentesco. L'interno della chiesa si presenta a pianta a croce latina con tre cappelle absidiali. L'architetto decise di conservare l'abside rotonda che si addossa all'alto campanile, mentre le altre due vennero ricostruite.
Zanella introdusse lesene, festoni di fiori, disegni geometrici e altre decorazioni, cercando di dare alla chiesa uno stile primo rinascimento. L'acquasantiera vicino alla porta proviene invece dall'antica abbazia. Lungo la navata i padri Pavoniani hanno fatto porre alcune tele, tra cui la Vocazione dei figli di Zebedeo e una Sacra famiglia con san Giovannino.
La porta maggiore era tenuta dai Giovanelli costantemente chiusa perché dava sul giardino privato. I principi assistevano alle funzioni da una loggia interna, comunicante con la villa.
La cappella di Sant'Orsola conserva l’Imbarco di Orsola con le sue Vergini, un quadro risalente probabilmente al Quattrocento e recentemente restaurato. La cappella dell'Immacolata è dedicata alla memoria del principe Andrea, che qui è sepolto. Nella cappella si possono ammirare la statua che rappresenta l'Immacolata, nell'altare, la statua allegorica della Religione, o della Fede, nella parete di sinistra, e il busto del papa Pio IX, nella parete opposta.
Il chiostro cinquecentesco è situato lungo il fianco della chiesa ed è l'unico elemento dell'antica abbazia ad esserci giunto quasi integro. Al centro del cortile si trova un pozzo.

## La villa
La facciata della villa domina la pianura. Il settore centrale è racchiuso da due torrette piuttosto basse. All'interno i due grandi locali a fianco dell'ingresso, illuminati da vetrate, erano usati come serra per fiori e piante. Salendo lo scalone si giunge al piano nobile, dove un ballatoio separa le due ali della villa.
A sinistra si trova la sala della musica o sala della principessa. Nel soffitto è presente un affresco eseguito da Mosè Bianchi, che raffigura Flora sorretta da una densa nube e circondata da amorini.
Il salone d'onore o salone da ballo è considerato il cuore della villa perché qui si svolgevano i ricevimenti organizzati dai principi. Mosè Bianchi divise il soffitto in tre ovati: nel primo viene rappresentato il Trionfo della Pace, nel secondo il Trionfo della Gloria e nel terzo l’Allegoria della Guerra. Un elemento di spicco del salone è il monumentale caminetto, proveniente da un palazzo Contarini di Venezia e risalente al Cinquecento.
Nella biblioteca del principe a capeggiare sul soffitto è il dipinto di Bianchi che raffigura i due personaggi danteschi Paolo e Francesca. Nella stanza è rimasta al suo posto la libreria in legno di ciliegio che conteneva i libri dei principi.
Altri ambienti di rappresentanza sono la sala da pranzo, o sala delle sei porte, la sala degli stucchi, la sala di conversazione e la sala da fumo.
La maestosa scalea è opera di Gaetano Balzaretti, così come il parco e il giardino che circondano la villa.